# Lisebergshallen
Lisebergshallen var en inomhusarena vid Lisebergs huvudentré i Göteborg. Byggnaden stod färdig i oktober 1980 och revs 2019.
Arenan användes främst för sportevenemang men även för konserter, föreställningar och kongresser.
Handbollslaget Redbergslids IK hade Lisebergshallen som sin hemmaplan. Lisebergshallen var även värd under 90-talet för basketligalaget Kärcher Basket och New Wave Basket som vann SM-guld i Basket 1994 och 1996. 
Exempel på artister som gästat arenan är Galenskaparna och After Shave (1985 & 1994), Jerry Lee Lewis (2007), Thåström (1999), Europe (2006 & 2009), Kent (2007), Dia Psalma (2007), Christer Sjögren (2011) och Motörhead (2011). Lisebergshallen stod som värd för Melodifestivalen 1982, 1984, 1987 och 1993.
Lisebergshallen revs under vintern och våren 2019 för att ge plats åt tågtunneln Västlänken. Liseberg, som på grund av intrånget kommer att få ersättning av Trafikverket,  har valt att inte ersätta Lisebergshallen med någon ny sporthall när Västlänken är färdigbyggd.